# Darja Donzowa

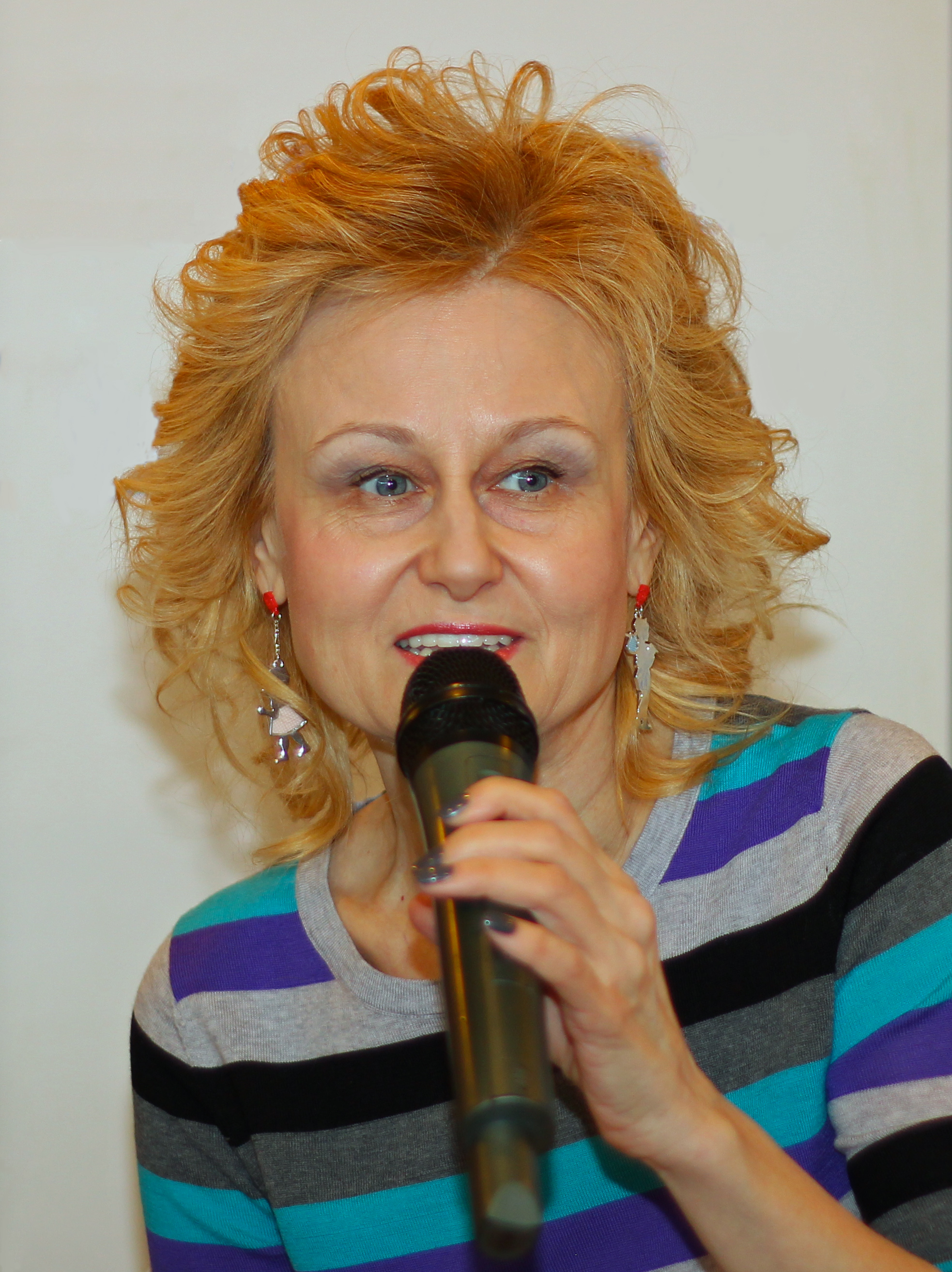
Darja Donzowa

Darja Donzowa (russisch Дарья Аркадьевна Донцова; gebürtige Wasiljewa, russ. Васильева, eigentlich Agrippina Arkadjewna Donzowa; * 7. Juni 1952 in Moskau) ist eine russische Krimi-Autorin.

## Leben
Darja Donzowa studierte an der Moskauer Lomonossow-Universität Journalistik und arbeitete anschließend als Übersetzerin und Lehrerin für Deutsch und Französisch. 1977 schrieb sie ihren ersten Kriminalroman, erkrankte in den 1990er-Jahren schwer und nutzte einen längeren Krankenhausaufenthalt für weitere Romane. Darja Donzowa hat bisher 239 Kriminalromane, 19 Detektivgeschichten, 5 Kochbücher, 2 Autobiographien und 14 Bücher für Kinder mit einer Gesamtauflage von 200 Millionen Exemplaren veröffentlicht.
Darja Donzowa wurde dreimal Schriftstellerin des Jahres in Russland. Mehrere ihrer Bücher wurden in Russland als Fernsehserien verfilmt, zwei erhielten den Titel Bestseller des Jahres. Sie hat in Russland im Radio eine Talkshow und eine Rubrik im Fernsehen.
Donzowa ist verheiratet, hat drei Kinder und lebt in Moskau.

## Werke (auf Deutsch)
Dascha Wassiljewa-Reihe:
- Ein Hauch von Winter. Goldmann, München 2003, ISBN 3-442-73071-6 (Nesekretnyje materialy, 2000 (auf Russisch))
- Der unschuldige Mörder. Goldmann, München 2004, ISBN 3-442-75114-4 (Schena mojego muscha, 2000 (auf Russisch))
- Der fünfte Mord. Goldmann, München 2004, ISBN 3-442-73019-8 (Spjat ustalyje igruschki, 2000 (auf Russisch))

Tanja Romanowa-Reihe:
- Nichts wäscht weißer als der Tod. Aufbau, Berlin 2006, ISBN 3-7466-2201-8 (Manikjur dlja pokojnika, 2000 (auf Russisch))
- Spiele niemals mit dem Tod. Aufbau, Berlin 2007, ISBN 978-3-7466-2294-1 (Gadjuka w sirope, 2001 (auf Russisch))
- Perfekt bis in den Tod. Aufbau, Berlin 2007, ISBN 978-3-7466-2343-6 (Obed u ljudojeda, 2001 (auf Russisch))
- Bis dass dein Tod uns scheidet. Aufbau, Berlin 2008, ISBN 978-3-7466-2426-6 (Soswesdije schadnych psow, 2001 (auf Russisch))
- Verlieb dich nie in einen Toten. Aufbau, Berlin 2008, ISBN 978-3-7466-2463-1 (Kankan na pominkach, 2001 (auf Russisch))
- Vögel, die am Abend singen. Aufbau, Berlin 2009, ISBN 978-3-7466-2506-5 (Prognos gadostej na sawtra, 2001 (auf Russisch))
- Den letzten beißt der Hund. Aufbau, Berlin 2010, ISBN 978-3-7466-2575-1 (Figowyj listotschek ot kutjur, 2002 (auf Russisch))